# Harald Totschnig
Harald Totschnig (Kaltenbach, 6 settembre 1974) è un ex ciclista su strada austriaco, professionista dal 2004 al 2013. È fratello minore di Georg Totschnig.

## Carriera
Passato professionista con la squadra austriaca ELK Haus-Simplon nel 2004, in carriera non ha ottenuto risultati di rilievo, ma solo alcuni piazzamenti in corse austriache e corse minori. Dopo aver lasciato la ELK Haus, dal 2010 al 2013 ha gareggiato per la Tyrol/Tirol.

## Palmarès

### Altri successi
- 2004 (ELK Haus, una vittoria)

Kolsassberg
- 2005 (ELK Haus-Simplon, una vittoria)

Hungerburg
- 2006 (ELK Haus-Simplon, due vittorie)

Kleinengersdorf
Memorial Peter Dittrich
- 2009 (ELK Haus, una vittoria)

Kolsassberg
- 2012 (Tirol Cycling Team, una vittoria)

Kolsassberg